# Schaduwgras
Schaduwgras of bosbeemdgras (Poa nemoralis) is een vaste plant die behoort tot de grassenfamilie (Gramineae oftewel Poaceae). De plant komt van nature voor op het noordelijk halfrond. Schaduwgras kan goed tegen schaduw, vandaar de naam en wordt daarom ook ingezaaid onder bomen. Het aantal chromosomen is 2n = 28-56.
De plant wordt 30-90 cm hoog, heeft fijn tot 2,5 mm breed, licht gekleurd blad en vormt een losse zode. De bladscheden zijn afgerond of flauw gekield. Het tongetje (ligula) is 0,4-0,8 mm lang.

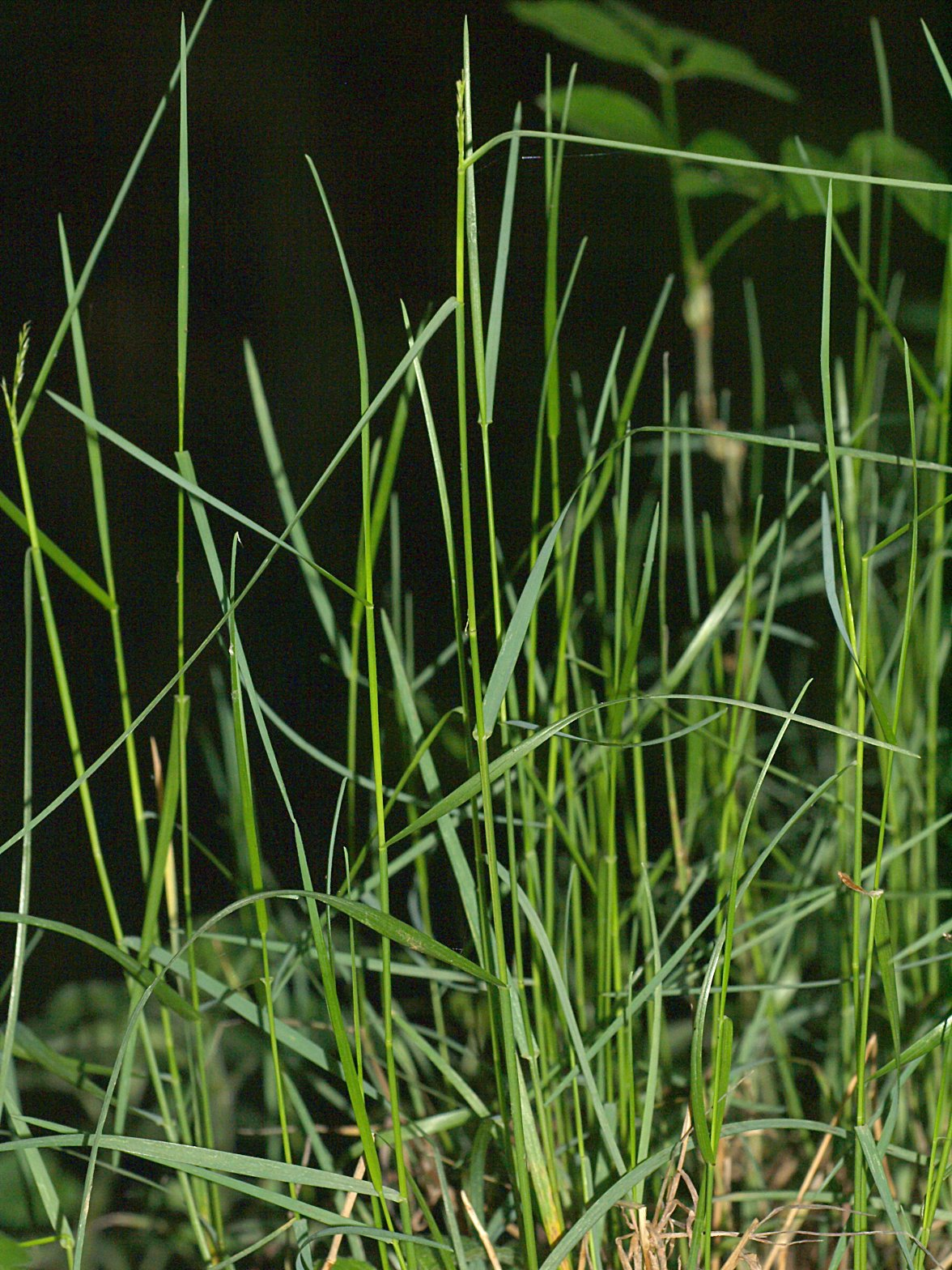
Planten

Bosbeemdgras bloeit van juni tot september met wijd uitstaande, 5-10 cm lange pluimen. De 4,2 mm lange aartjes bestaan uit twee tot zes bloemen. De kroonkafjes zijn 2,8 mm lang. Het onderste kelkkafje is 2,6 mm lang en het bovenste 2,2 mm. Het onderste kroonkafje is op de rug- en zijnerf behaard. De gele helmknoppen zijn 1,6 mm lang.
De vrucht is een graanvrucht.
De plant komt voor op vochtige, mesotrofe grond in lichte bossen en aan beschaduwde beekoevers.

## Plantengemeenschap
Schaduwgras is een kensoort voor de klasse van eiken- en beukenbossen op voedselrijke grond.

## Toepassingen
Bosbeemdgras kan onder bomen gezaaid worden als er niet of slechts weinig gemaaid wordt.